# Serie A1 (hockey)
De Serie A1 is de hoogste afdeling van de Italiaanse hockeycompetitie. Sinds 1937 wordt er in Italië gestreden om het landskampioenschap hockey. De competitie is sinds die tijd verscheidene keren van vorm veranderd. Momenteel doen bij zowel de mannen als bij de vrouwen 10 ploegen mee. Na de competitie aan het einde van het seizoen strijden de 4 hoogst geklasseerde ploegen in de play-offs om het kampioenschap. De twee laagst geklasseerde ploegen degraderen rechtstreeks naar de Nationale divisie.

## Kampioenen van Italië sinds 1937
| seizoen | mannen        | vrouwen             |
| ------- | ------------- | ------------------- |
| 1937    | DLP Genova    |                     |
| 1938    | GUF Genova    |                     |
| 1939    | GUF Milano    |                     |
| 1940    | GUF Genova    |                     |
| 1941    | GUF Genova    |                     |
| 1942    | GUF Genova    | GUF Genova          |
| 1943    | Niet gehouden |                     |
| 1944    | Niet gehouden |                     |
| 1945    | Niet gehouden |                     |
| 1946    | HC Bologna    |                     |
| 1947    | HC Genova     |                     |
| 1948    | HC Trieste    |                     |
| 1949    | CUS Genova    |                     |
| 1950    | HC Genova     |                     |
| 1951    | CUS Genova    |                     |
| 1952    | HC Genova     |                     |
| 1953    | SG Amsicora   |                     |
| 1954    | CUS Genova    |                     |
| 1955    | CUS Bologna   |                     |
| 1956    | SG Amsicora   |                     |
| 1957    | HC Genova     |                     |
| 1958    | SG Amsicora   |                     |
| 1959    | HC Genova     |                     |
| 1960    | SG Amsicora   |                     |
| 1961    | SG Amsicora   |                     |
| 1962    | MDA Roma      |                     |
| 1963    | MDA Roma      |                     |
| 1964    | Niet gehouden |                     |
| 1965    | SG Amsicora   |                     |
| 1966    | MDA Roma      |                     |
| 1967    | SG Amsicora   |                     |
| 1968    | MDA Roma      |                     |
| 1969    | MDA Roma      | Buscaglione Roma    |
| 1970    | MDA Roma      | Red Tigers Genova   |
| 1971    | MDA Roma      | Buscaglione Roma    |
| 1972    | HC Vigevano   | CUS Genova          |
| 1973    | HC Napoli     | CUS Roma            |
| 1974    | HC Napoli     | HF Lorenzoni Bra    |
| 1975    | HC Bra        | HF Lorenzoni Bra    |
| 1976    | SG Amsicora   | HF Lorenzoni Bra    |
| 1977    | CUS Torino    | HF Lorenzoni Bra    |
| 1978    | SG Amsicora   | HF Lorenzoni Bra    |
| 1979    | Paolo Bonomi  | HF Lorenzoni Bra    |
| 1980    | HC Eur        | HF Lorenzoni Bra    |
| 1981    | SG Amsicora   | Rassemblemant TO    |
| 1982    | HC Eur        | SG Amsicora         |
| 1983    | HC Eur        | HF Lorenzoni Bra    |
| 1984    | SG Amsicora   | HF Lorenzoni Bra    |
| 1985    | SG Amsicora   | SG Amsicora         |
| 1986    | HC Eur        | SG Amsicora         |
| 1987    | HC Eur        | SG Amsicora         |
| 1988    | SG Amsicora   | Libertas San Saba   |
| 1989    | SG Amsicora   | HF Eur Roma         |
| 1990    | SG Amsicora   | CUS Catania         |
| 1991    | HC Roma       | CUS Catania         |
| 1992    | SG Amsicora   | CUS Catania         |
| 1993    | Cernusco      | CUS Catania         |
| 1994    | Cernusco      | CUS Catania         |
| 1995    | Cernusco      | HF Lorenzoni        |
| 1996    | SG Amsicora   | CUS Catania         |
| 1997    | CUS Bologna   | HF Lorenzoni        |
| 1998    | Cernusco      | Martesana           |
| 1999    | Cernusco      | Libertas San Saba   |
| 2000    | SG Amsicora   | HF Lorenzoni        |
| 2001    | HC Bra        | Libertas San Saba   |
| 2002    | HC Bra        | Libertas San Saba   |
| 2003    | SG Amsicora   | Libertas San Saba   |
| 2004    | SG Amsicora   | HF Mori Villafranca |
| 2005    | SS Lazio      | Libertas San Saba   |
| 2006    | HC Roma       | HF Mori Villafranca |
| 2007    | HC Roma       | HF Lorenzoni        |
| 2008    | HC Bra        | HF Mori Villafranca |
| 2009    | HC Bra        | Libertas San Saba   |
| 2010    | HC Roma       | Libertas San Saba   |
| 2011    | HC Roma       | Libertas San Saba   |
| 2012    | HC Bra        | HF Lorenzoni        |
| 2013    | SG Amsicora   | HF Lorenzoni        |

Australië · België (heren · dames) · Duitsland · Engeland · Finland · Frankrijk · Ierland · India (PHL/WSH/HIL) · Italië · Nederland · Nieuw-Zeeland · Oostenrijk · Polen · Rusland · Schotland · Spanje · Zwitserland